# Daniel Craig
Pour les articles homonymes, voir Craig.
Daniel Craig (/ˈdænjəl kɹeɪɡ/) est un acteur britannique naturalisé américain né le 2 mars 1968 à Chester (Angleterre).
Comédien issu du théâtre, Daniel Craig est particulièrement connu pour avoir été, entre les années 2000 et 2020, l'interprète de l'un des rôles de cinéma les plus célèbres au monde : l'agent secret James Bond. Il apparaît ainsi dans cinq films de la saga qui forment un arc narratif unique : Casino Royale (2006), Quantum of Solace (2008), Skyfall (2012), Spectre (2015) et Mourir peut attendre (2021).
La carrière de Craig a pourtant commencé sur les planches et dans des films indépendants au début des années 1990. Le succès de la mini-série de la BBC Our Friends in the North lui vaut un début de notoriété nationale en 1996. Au début des années 2000, il décroche des seconds rôles dans des films à diffusion internationale : il apparaît ainsi dans Lara Croft: Tomb Raider (2001), Les Sentiers de la perdition (2002), et Munich de Steven Spielberg (2005). Il tient également le premier rôle du thriller Layer Cake (2004), de Matthew Vaughn, dans un rôle de protagoniste froid et rusé qui préfigure le tour que va ensuite prendre sa carrière.
Après avoir décroché le rôle convoité de James Bond, qu'il occupe de 2006 à 2021 et dont les longs et complexes tournages l'accaparent et lui valent plusieurs blessures, ses apparitions dans les années 2010 dans d'autres projets sont sporadiques, et à l'exception de quelques films dont Millénium : Les Hommes qui n'aimaient pas les femmes (2011) de David Fincher, tout au plus joue-t-il dans quelques pièces de théâtre à Broadway. En 2019 cependant, alors que s'amorce la fin de son engagement comme espion le plus célèbre du cinéma, il entame le rôle d'un détective privé nommé Benoit Blanc dans une comédie à grand succès réalisée par Rian Johnson, qui suscite plusieurs suites et devient la saga À couteaux tirés. En 2024, son interprétation d'un homosexuel esseulé dans le film Queer lui vaut également les louanges de la profession et de la critique.
Au cours de sa carrière dans des projets indépendants comme dans des films grand public, Daniel Craig a notamment reçu trois nominations au Golden Globe, une nomination au BAFTA, et deux nominations au BIFA du meilleur acteur.

## Biographie

### Enfance et formation théâtrale
Daniel Craig nait le 2 mars 1968 à Chester, en Angleterre. Il est le fils d'une enseignante diplômée en art, Olivia Williams, et d'un ouvrier de la marine marchande devenu ensuite gérant de pubs, Tymothy John Wroughton Craig[réf. nécessaire]. Ses parents divorcent quelques années après sa naissance, et Daniel Craig suit sa mère dans la grande ville voisine qu'est Liverpool. Elle se remarie avec un peintre nommé Max Blond. Elle encourage la curiosité de ses enfants, Daniel et sa sœur aînée Léa, en les emmenant au théâtre ; elle est alors très impliquée au sein de l'Everyman Theatre de Liverpool, où elle connaît plusieurs artistes. Daniel Craig se met à son tour à fréquenter assidument ce théâtre.
Lorsque, adolescent, les résultats scolaires de son fils s'effondrent, Olivia Craig aperçoit une publicité pour le National Youth Theatre et l'encourage à s'y inscrire ; c'est ainsi que le jeune Daniel s'installe à Londres, à seize ans, pour rejoindre le National Youth Theatre, une institution caritative destinée aux jeunes comédiens de seize à vingt-cinq ans, notamment ceux issus de la classe ouvrière. Cette troupe, qui compte notamment à l'époque de Craig Catherine Tate, Jessica Hynes et Rupert Penry-Jones, produit parfois des tournées de ses pièces sur plusieurs années, et se produit sur les scènes du West End durant l'été, en profitant des installations et des équipes techniques lorsque les pièces professionnelles sont à l'arrêt. Craig y obtient rapidement des rôles de choix, tout en vivant de petits métiers et en préparant sa candidature à des écoles d'art dramatique. À la fin des années 1980, Craig joue ainsi avec le National Youth Theatre de multiples pièces, dont Roméo et Juliette dans le rôle du comte Pâris en 1987, Marat-Sade dans le rôle de Jean-Paul Marat en 1989, et Blood Wedding entre 1988 et 1990 ; entre 1984 et 1989, une production de Meurtre dans la cathédrale, qu'il joue dans des églises londoniennes à partir de 1984, lui vaut même d'aller jouer en tournée en Union soviétique sur la scène du Théâtre d'art de Moscou,,.
En 1991, il est diplômé de la Guildhall School of Music and Drama, qu'il fréquente à la même époque que Ewan McGregor et Joseph Fiennes. Ces années-là, beaucoup de rôles pour jeunes hommes suivent la mode des films d'époque Merchant Ivory, qui nécessitent une apparence typée « snob », et Daniel Craig tente de s'en rapprocher physiquement en se laissant pousser les cheveux et en se départissant de son accent de Liverpool. Son diplôme lui permet d'obtenir quelques pièces de théâtre, et, dans ses propres mots, des rôles « soit de fasciste, soit de dandy » à la télévision.

### Débuts au cinéma dans de petits rôles (1991-1996)
En 1992, il fait ses premiers pas au cinéma dans La Puissance de l'ange de John G. Avildsen, avec Stephen Dorff, John Gielgud, Armin Mueller-Stahl et Morgan Freeman.
Dans la version londonienne de la deuxième partie de la pièce Angels in America de Tony Kushner, Perestroïka, montée en 1993 par Declan Donnellan, il interprète un mormon à l'homosexualité troublée, face à un amant interprété par Jason Isaacs,.
En 1994, il joue aussi le rôle d'un Communard séduit par plusieurs courtisanes, l'une d'elles interprétées par sa future femme Rachel Weisz, dans la pièce Les Grandes Horizontales au National Theatre Studio de Londres,. À la même époque, il joue dans une adaptation de la pièce L'Écumeur d'Aphra Behn, au sein d'une distribution qui inclut Andy Serkis. En 1997, il interprète le colocataire toxicomane de Rupert Graves, Mickey, dans la pièce Hurlyburly de David Rabe, mise en scène par Wilson Milam au théâtre Old Vic.

### Figure du cinéma indépendant britannique (1996-2001)
La première décennie de travail de Daniel Craig sur grand et petit écran, avant son obtention du rôle de James Bond, se compose de rôles éclectiques. Il obtient son premier rôle principal dans la mini-série Our Friends in the North, diffusée en 1996, grand succès au Royaume-Uni et qui lui vaut d'obtenir une certaine notoriété nationale,. Ajoutant à cela sa participation au téléfilm d'époque Un cœur innocent, dans lequel son personnage vit une liaison passionnée et retire volontiers ses vêtements, Craig suscite l'intérêt des magazines féminins britanniques, qui l'érigent en « sex symbol du nord de l'Angleterre ». Il s'extrait cependant peu après de cette catégorisation parmi les « beaux gosses de télévision », en prenant part par la suite à des films plus audacieux.
C'est ainsi qu'il décroche en 1998, au cinéma, un rôle qui va préfigurer l'une des orientations de la première phase de sa carrière, en étant l'objet de désir de personnages plus âgés : il interprète l'amant du peintre Francis Bacon dans le film biographique Love Is the Devil de John Maybury, face à un Derek Jacobi de vingt-neuf ans son aîné, et avec qui il partage des scènes érotiques sado-masochistes. Les critiques sont excellentes, et après une diffusion enthousiaste dans la section Un certain regard du festival de Cannes, le film permet à ses deux acteurs de recevoir conjointement le prix de la meilleure interprétation britannique (« British Performing Award ») au Festival international d'Édimbourg.
En 1999, dans ce qui figure comme son premier « premier rôle », il interprète un jeune homme schizophrène récemment sorti de l'asile et tombant amoureux dans Some Voices. Lors de sa préparation du rôle, il refuse l'offre d'un psychothérapeute de visiter un hôpital psychiatrique, considérant que les préceptes de la Méthode ne justifient pas l'intrusion dans la vie des patients. La même année, il apparaît dans le drame La Tranchée du dramaturge William Boyd, dans laquelle son air d'autorité naturel lui sert pour incarner un sergent de la Première Guerre mondiale dans une troupe composée notamment de Ben Whishaw et Cillian Murphy.
Il enchaîne les seconds rôles dans de nombreux films indépendants, comme Elizabeth de Shekhar Kapur, Hotel Splendide de Terence Gross ou encore Berlin Niagara de Peter Sehr.
Il remporte en 2000, le British Independent Film Award du meilleur acteur pour Some Voices de Simon Cellan Jones. Il avait déjà été nommé en 1999 pour sa prestation de soldat anglais dans La Tranchée de William Boyd.

### Second rôle dans des productions de prestige (2001-2005)
Au début des années 2000, Daniel Craig est considéré comme un acteur de théâtre à la carrière illustre, et à la notoriété bien établie grâce au succès de Our Friends in the North. Il commence alors à recevoir davantage de scripts, qu'il dit ne pas toujours très bien sélectionner ; c'est ainsi qu'il prend part avec réluctance à la tournée promotionnelle du film d'action Lara Croft: Tomb Raider (2001), où il incarne le rival et l'amant d'Angelina Jolie, mais il y trouve peu d'intérêt. Malgré une très bonne entente avec Jolie, et l'opportunité de tourner à Angkor au Cambodge, il admettra plus tard avoir regretté ce choix de carrière. Il cherche, dans ses choix de rôles, davantage à prendre des risques qu'à saisir des contrats bien rémunérés. En octobre 2001, il est membre du jury du 12e Festival du film britannique de Dinard, présidé par l'actrice Emily Watson.

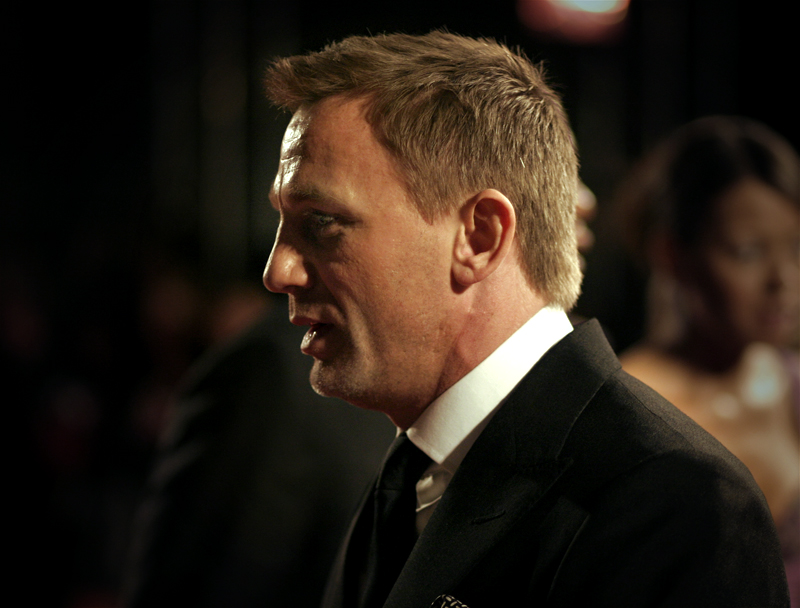
Daniel Craig aux BAFTA Awards 2007 au London's Royal Opera House.

Après Tomb Raider, Craig continue sa carrière aux États-Unis par un petit rôle dans Les Sentiers de la Perdition de Sam Mendes (2002), qu'il présente à la Mostra de Venise en 2002. Son interprétation d'un mafieux instable et malveillant, fils de Paul Newman, lui vaut d'être considéré comme l'une des sensations du moment dans l'industrie, et d'être momentanément en lice pour les Oscars du cinéma. The Independent salue la manière dont il transforme un rôle pas plus grand qu'un caméo en un personnage de chair et d'os, et note que « personne ne joue aussi bien l'humiliation que Craig ».
Il confirme cette forte impression à la presse par une unique pièce de théâtre en 2002 , dans laquelle il joue trois frères désorientés par le clonage face au comédien expérimenté Michael Gambon, dans la courte pièce A Number de Caryl Churchill. Mise en scène par Stephen Daldry au Royal Court Theatre, cette série de dialogues dans lesquels Craig doit convaincre du caractère unique de chaque personnage cloné lui vaut des louanges, Variety remarquant sa « bravoure sans prétention » et la critique de The Independent saluant la performance la plus « physiquement convaincante » qu'elle ait jamais vue. Craig crédite cette collaboration avec Gambon, l'un des membres originels de la troupe du National Theatre, et la découverte de son caractère terre à terre, comme ayant eu une profonde influence sur lui.
En parallèle, il s'engage dans un film britannique financé par la BBC, The Mother (2003), sur un sujet alors controversé et peu dépeint au cinéma : le grand écart d'âge dans un couple lorsque la personne la plus jeune est un homme. Le personnage qu'incarne Craig y a une liaison avec une femme de trente-deux ans plus âgée, et une partie de la presse loue l'audace du film, tout en regrettant une fin jugée « pessimiste » car le couple que Craig y forme avec son aînée Anne Reid ne survit pas à la réprobation sociale qui les entoure. Bien que le rôle de Craig soit en retrait de celui de Reid, c'est à partir de ce film que le potentiel de Craig comme star de cinéma devient évident pour la presse, grâce au charisme physique qu'il exhibe et à ses démonstrations d'empathie. La même année, dans le film biographique Sylvia, il incarne le poète Ted Hughes, mari de la poétesse Sylvia Plath, face à Gwyneth Paltrow. Ce rôle plus conventionnel, dans un biopic, et qu'il incarne sobrement, sans verser dans des clichés, lui vaut l'enthousiasme de la presse américaine qui, du New York Times à Newsweek, n'économise pas ses mots sur le charisme qu'elle décèle chez l'acteur. Il est alors considéré comme un acteur qu'Hollywood suit attentivement.
En 2005, intégré à la distribution prestigieuse de Munich sous la direction de Steven Spielberg, il est aussi un trafiquant de cocaïne dans le polar britannique Layer Cake de Matthew Vaughn, avec Michael Gambon à nouveau, où sa prestation froide et habitée de tueur en costume attire à nouveau l'attention des producteurs de la saga James Bond. Même si Barbara Broccoli est déjà convaincue par Craig et pousse son nom sans relâche, notamment depuis qu'elle l'a vu dans Elizabeth, c'est le charme et la malice que Craig incarne dans Layer Cake qui persuadent à son tour Martin Campbell, le futur réalisateur du reboot de James Bond, jusque-là récalcitrant à l'engagement de Craig.
Enfin, il prête sa voix en version anglophone au détective protagoniste de l'ambitieux film d'animation français Renaissance de Christian Volckman ; la capture de mouvement du personnage est produite par un acteur moins connu. Malgré un prix au festival d'Annecy et une direction artistique saluée, le film est un échec commercial ; peut-être la faute à de trop nombreuses influences assumées et un sentiment de déjà-vu, estime la presse.

### «Superstar» mondiale avec la sagaJames Bond(2005-2012)

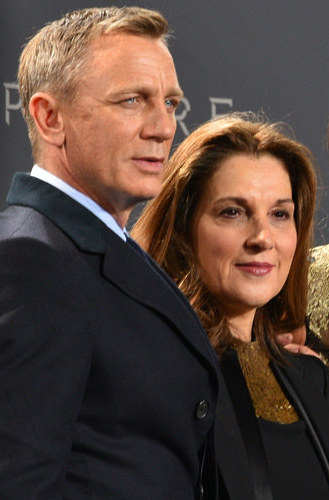
Daniel Craig et la productrice Barbara Broccoli pour la première allemande de Spectre en 2015.

À partir de 2005, la vie de Daniel Craig connaît un bouleversement lorsqu'il est officiellement choisi et annoncé le 14 octobre 2005 pour devenir le sixième acteur à interpréter le rôle de James Bond au cinéma (le sixième de la série produit par EON après Sean Connery, George Lazenby, Roger Moore, Timothy Dalton et Pierce Brosnan), un rôle qui propulse sa notoriété au niveau des superstars. L'acteur signe un contrat pour cinq films de l'agent secret. Il avait été repéré quelques années plus tôt par la productrice historique des films James Bond, Barbara Broccoli, dans une scène très précise du film Elizabeth qui le voit marcher de manière déterminée le long d'un couloir et que la productrice juge extrêmement charismatique. Elle aborde Craig pour discuter du rôle en 2004, lorsque tous deux se croisent aux funérailles de la directrice de casting Mary Selway. Craig lui-même est réticent à l'idée d'accepter le rôle, de crainte de ne plus avoir accès aux mêmes rôles et d'être catalogué comme un acteur capable de jouer un seul type de personnage. Il sonde plusieurs des réalisateurs avec qui il travaille à l'époque pour connaître leur opinion sur la décision à prendre, de Roger Michell avec qui il discute du poids de la notoriété insistante et constante qui viendrait avec le rôle, à Steven Spielberg à qui il fait même lire le script de Casino Royale.
Daniel Craig est le deuxième acteur anglais, après Roger Moore, à endosser le smoking de James Bond. Excepté George Lazenby qui est australien, tous les autres acteurs sont originaires des îles Britanniques. La sélection de Daniel Craig déclenche une vague de critiques particulièrement virulentes. Certains fans proposent de boycotter Casino Royale ; d'autres critiquent sa chevelure blonde (tous les acteurs précédents étant bruns), ou ce qu'ils perçoivent comme une ressemblance avec Vladimir Poutine. De nombreux acteurs ont exprimé publiquement leur soutien à Craig à la suite des nombreuses polémiques. Sean Connery a déclaré que Craig était « un très bon choix pour incarner 007 ». Le physique même de l'acteur, aux traits plus rugueux que ceux de ses prédécesseurs, annonce un changement de ton pour la célèbre licence de films, qui se veut désormais plus sombre.
Casino Royale, réalisé par Martin Campbell, dont le tournage a commencé fin janvier 2006, sort le 22 novembre 2006, suivi, le 31 octobre 2008, par le vingt-deuxième James Bond de la série officielle réalisé par Marc Forster : Quantum of Solace, qui poursuit et conclut les événements relatés par le précédent film. Si les retours critiques sont très positifs pour le premier, ils sont plus mitigés pour le second, qui souffre d'un manque de préparation après la grève des scénaristes de 2007.
Daniel Craig reprend aussi le smoking de 007 pour les adaptations vidéo-ludiques, comme l'avait fait auparavant son prédécesseur Pierce Brosnan. Il prête ses traits et sa voix pour le jeu 007 Quantum of Solace, qui sort sur la plupart des consoles et des PC. Puis il reprend le costume pour deux aventures, dans GoldenEye, une aventure adaptée du film homonyme sorti en 1995, où Craig remplace Pierce Brosnan, et dans 007 Blood Stone, une aventure inédite comme l'étaient les épisodes Nightfire, ou encore Quitte ou Double. Les jeux sortent le 5 novembre, sur Wii pour GoldenEye, et également sur PS3, XBOX 360, PC et Nintendo DS pour Blood Stone.
En 2006, Craig est nommé aux British Academy of Film and Television Arts dans la catégorie du BAFTA du meilleur acteur, une première pour un acteur interprétant James Bond. Le 2 février 2007, il est également le premier acteur à gagner une récompense pour son rôle de James Bond aux Evening Standard British Film Awards, en recevant la récompense du meilleur acteur. En juin 2007, il est invité à devenir membre de l'Academy of Motion Picture Arts and Sciences, l'association américaine des professionnels du cinéma, qui distingue les meilleurs travaux artistiques de l'année écoulée dans chaque discipline représentée aux Oscars.

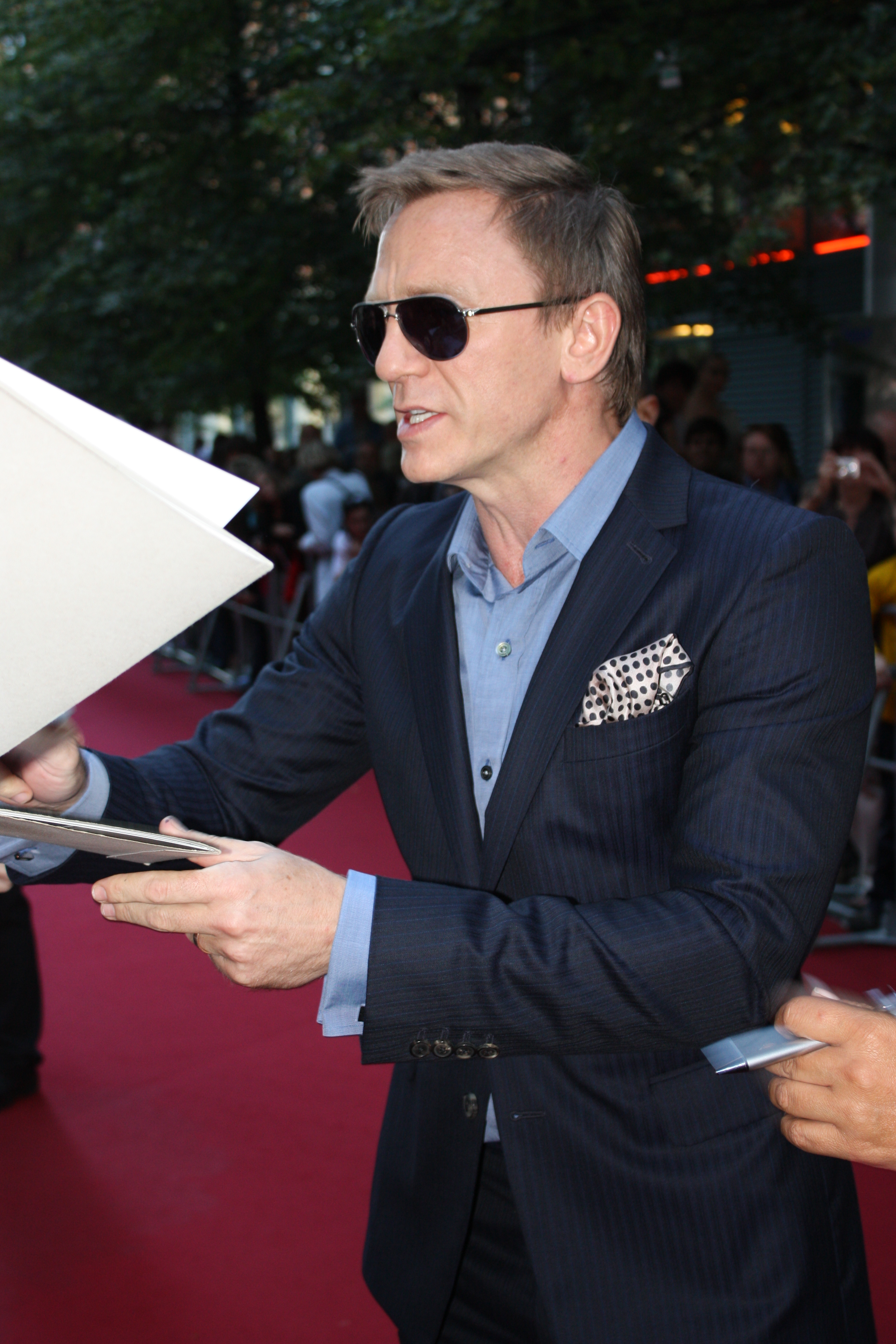
Daniel Craig à la première allemande de Cowboys et Envahisseurs en 2011.

Ces années-là, hors films James Bond, Daniel Craig continue à tourner dans des registres très différents, en profitant de sa notoriété nouvelle acquise pour figurer dans des films avec de grands moyens. En 2006, Craig est Lord Asriel dans l'adaptation au cinéma du premier tome de la saga de romans fantastiques de Philip Pullman, À la croisée des mondes : La Boussole d'or. Le blockbuster ne convainc pas la critique et ne fonctionne pas suffisamment au box-office pour enclencher la mise en chantier des suites. Il incarne aussi le meurtrier Perry Smith dans Scandaleusement célèbre. En 2008, il prête ses traits dans un registre sérieux au résistant Tuvia Bielski, le personnage principal du film de guerre Les Insurgés d'Edward Zwick. En 2009, Craig joue dans A Steady Rain (en) de Keith Huff, mis en scène par John Crowley à New York. Craig y partage la tête d'affiche avec Hugh Jackman, ce qui déclenche des ventes record. L'année 2011 est très riche : il partage d'abord l'affiche du blockbuster d'action et de science-fiction Cowboys et Envahisseurs avec Harrison Ford. Le film divise néanmoins la critique et rembourse à peine son budget. Sort ensuite le thriller psychologique Dream House, un échec critique et commercial cuisant, dont la production tumultueuse conduit le réalisateur Jim Sheridan, Daniel Craig et son épouse et partenaire à l'écran, Rachel Weisz, à refuser d'en assurer la promotion. L'été est marqué par le succès international de Les Aventures de Tintin : Le Secret de La Licorne de Steven Spielberg, dans lequel l'acteur retrouve son partenaire des Insurgés, Jamie Bell, qui hérite cette fois du rôle principal, et où Craig interprète Rackham le Rouge, le principal antagoniste du premier opus de la Trilogie Tintin.
C'est à cette époque qu'il retrouve, sur le tournage du film Dream House, l'actrice Rachel Weisz avec qui il avait partagé les planches dans Les Grandes Horizontales. Ils se marient en juin 2011 à New York.
À la fin de l'année 2011, il tient le rôle de Mikael Blomkvist dans Millénium : Les Hommes qui n'aimaient pas les femmes (The Girl with the Dragon Tattoo), adaptation cinématographique par David Fincher de la saga littéraire Millenium de Stieg Larsson. Le film, très coûteux, déçoit au box-office, conduisant le studio Sony à mettre en suspens les projets de suite. Ce rôle de journaliste d'investigation marque en tout cas une inflexion dans la carrière de Craig : le début d'une tendance à faire des incursions dans des rôles ou des genres plus aventureux.

### Succès deSkyfallet ralentissement des projets (2012-2020)
Après Quantum of Solace, il faut ensuite attendre quatre ans pour que soit dévoilé le vingt-troisième épisode de la série. À l'époque, alors que la MGM est en plein déboires financiers, Daniel Craig songe même à renoncer au rôle, si la situation s'enlise de quelques années supplémentaires. Mais Skyfall, sorti le 26 octobre 2012, est extrêmement bien reçu par la critique, et c'est aussi le plus gros succès commercial de la franchise. À la suite de ce succès, Craig signe pour deux films supplémentaires. La 24e aventure de l'agent secret, Spectre, sort le 11 novembre 2015. Malgré le maintien de Sam Mendes à la mise en scène et de John Logan au scénario, les critiques sont bien plus mitigées.
Le 27 juillet 2012, Craig participe à la cérémonie d'ouverture des Jeux olympiques de Londres, il reprend son rôle de James Bond dans un court-métrage réalisé par Danny Boyle où il est chargé d'escorter la reine Élisabeth II, en hélicoptère, depuis son palais de Buckingham jusqu'au stade. La séquence laisse une impression durable : la juxtaposition de la souveraine réelle avec l'agent secret fictif est considérée par un sondage YouGov mené au Royaume-Uni comme « le moment qui a le plus bouleversé la télévision pour toujours ».
À l'automne 2013, Craig et son épouse apparaissent dans Trahisons de Harold Pinter, mis en scène par Mike Nichols, dans un triangle amoureux complété par le comédien Rafe Spall. Craig y joue le rôle d'un mari trompé par sa femme.
Avant la sortie de Spectre, il réaffirme qu'il réendossera le costume de l'espion britannique pour un cinquième et dernier film. Cependant, après la sortie de Spectre, il déclare vouloir arrêter d'endosser l'uniforme du célèbre agent secret. En 2016, son engagement pour un cinquième film est toujours d'actualité et il affirme que ses propos tenus après la sortie du dernier film étaient dus à une fatigue après une longue production. 

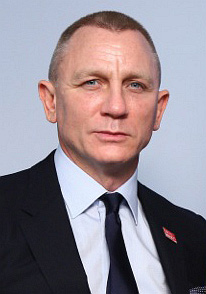
Daniel Craig en 2017.

En 2016, Daniel Craig incarne le rôle de Iago dans une version montée à New York de la pièce Othello de William Shakespeare, dans une mise en scène de Sam Gold. La pièce se joue à guichets fermés. Une série télévisée d'une vingtaine d'épisodes de type comédie noire, Purity, basée sur le livre The Corrections de Jonathan Franzen, est annoncée en février 2016, mais le projet ne voit jamais le jour.
En 2017, il confirme endosser le rôle de James Bond pour une cinquième et dernière fois, dans le film Mourir peut attendre.
En 2017, Craig surprend dans des rôles éloignés de son registre habituel et du cinéma commercial : il incarne Joe Bang, un voyou haut en couleur dans la comédie noire Logan Lucky de Steven Soderbergh, qui lui fait adopter un accent poussé au grotesque et une boule à zéro blond clair. Il partage ensuite l'affiche du drame indépendant Kings, avec Halle Berry. Il s'agit du deuxième film de la réalisatrice franco-turque Deniz Gamze Ergüven, après l'acclamé Mustang.
En 2018, Daniel Craig paraît choisir un projet lui permettant de se « dégourdir les jambes » alors qu'approche la fin de son mandat comme James Bond : il joue le rôle principal d'un détective dans le film choral À couteaux tirés (Knives Out), écrit et réalisé par Rian Johnson, qui sort en 2019.

### L'après-James Bond(depuis 2020)

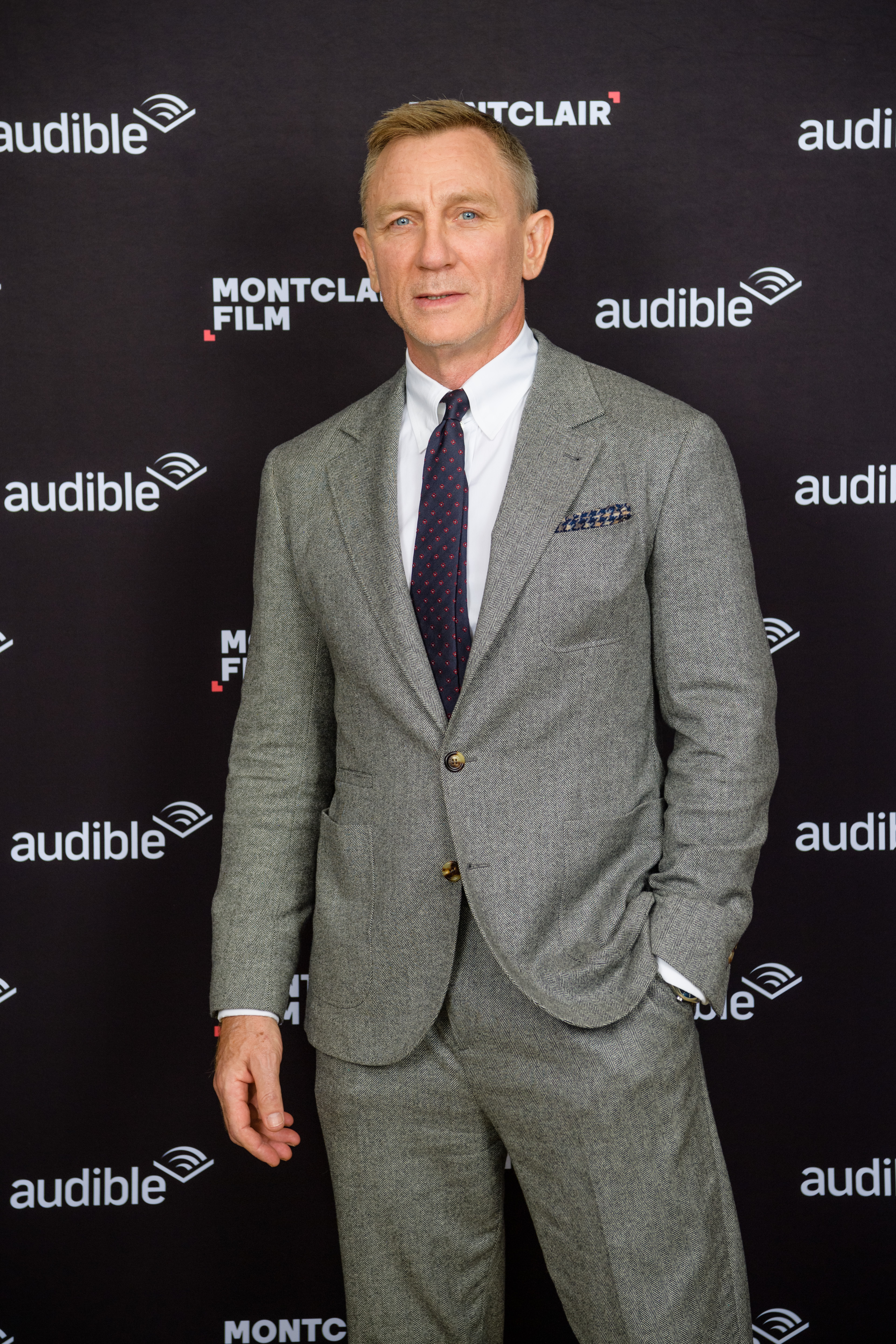
L'acteur en octobre 2022 à une avant-première du film Glass Onion : Une histoire à couteaux tirés.

Le tournage de Mourir peut attendre s'achève début 2020. Le dernière épisode des aventures de James Bond incarné par Daniel Craig connaît une sortie mouvementée, initialement prévue au 8 avril 2020 mais maintes fois reportée dans le contexte de la pandémie de Covid-19, qui restreint l'accès aux cinémas dans le monde et rend plus difficile le retour sur investissement d'un projet ayant coûté 400 millions de dollars,. L'avant-première du film a finalement lieu en septembre 2021 et sa sortie est un évènement culturel, engendrant près de 775 millions de dollars et faisant du film le premier grand sursaut cinématographique international après le Covid, et le deuxième plus gros succès commercial de l'année.
En mars 2022, Daniel Craig retourne sur les planches de théâtre à Broadway pour interpréter Macbeth face à Ruth Negga dans le rôle de Lady Macbeth. La pièce est notamment produite par Barbara Broccoli et Michael G. Wilson, les producteurs des films James Bond. Certaines représentations d'avril sont cependant annulées après que l'acteur est testé positif au Covid-19.
En octobre 2022, la princesse Anne du Royaume-Uni le décore du titre de compagnon de l'ordre de Saint-Michel et Saint-Georges, la même distinction que celle tenue par James Bond, en reconnaissance de sa « contribution exceptionnelle au cinéma et au théâtre ».
Parmi les films en projet auxquels le nom de l'acteur est attaché figure Two for the Money, annoncé en décembre 2023, un scénario portant sur un cambriolage avec Charlize Theron. Au cours de l'année 2024, l'acteur cherche des investisseurs au Moyen-Orient, et notamment au Qatar, pour produire une version filmée de la pièce qu'il a jouée à Broadway en 2016 : Othello, de Shakespeare, transposée dans des baraquements américains lors de la guerre d'Irak. Des spécialistes de l'industrie rapportent alors que Barbara Broccoli, qui soutient à nouveau ce projet de Craig, pourrait servir de levier de négociation en prévoyant le tournage d'un futur film James Bond au Moyen-Orient,. Le nom de Daniel Craig est également évoqué à l'automne 2024, aux côtés de Lucas Guadagnino à la réalisation, pour un film DC Studios mettant en scène le personnage de comic book Sgt. Rock ; l'acteur quitte cependant le projet en février 2025. Au printemps 2025, il est en pourparlers pour tenir un rôle dans une adaptation du classique de la littérature britannique Le Monde de Narnia, portée par la réalisatrice américaine Greta Gerwig.
En septembre 2024, Daniel Craig présente Queer de Luca Guadagnino à la Mostra de Venise, dans lequel il joue un homosexuel esseulé au Mexique dans les années 1950, alter ego du romancier William S. Burroughs. C'est loin d'être la première fois qu'il interprète un personnage homosexuel, après le film Love Is the Devil et la pièce Angels in America dans les années 1990, ou encore les nombreux films de la saga Knives Out. Sa qualité de jeu y est remarquée, et lui vaut auprès des spécialistes de l'industrie de figurer dans la liste des pressentis pour être nommés à l'Oscar du meilleur acteur, avec cependant moins de probabilité de victoire que d'autres comédiens du fait du caractère esthétique radical du film. Il est par exemple nommé au European Film Award du meilleur acteur, et reçoit le National Board of Review Award du meilleur acteur. Durant l'automne, jugeant les moyens promotionnels alloués au film par ses distributeurs insuffisants, Craig et Guadagnino participent à une intense campagne de promotion. En janvier 2025, malgré des nominations américaines prometteuses au Golden Globe, au SAG Award et au Critics' Choice du meilleur acteur, Daniel Craig n'est pas retenu dans la liste des finalistes à l'Oscar.

### Vie privée et engagements
Daniel Craig est brièvement marié à l'âge de vingt-trois ans avec l'actrice et chanteuse écossaise Fiona Loudon, avec qui il a une fille nommée Ella,. Après l'avoir rencontrée sur le tournage de la coproduction européenne Berlin Niagara, Craig est ensuite en couple avec la star allemande Heike Makatsch pendant plusieurs années, environ de 1996 à 2004, ; puis il fréquente dans la deuxième moitié des années 2000 la productrice Satsuki Mitchell, avec qui il se fiance, avant de rompre les fiançailles fin 2010.
Entre 2005 et 2006, le répondeur téléphonique de Daniel Craig est frauduleusement mis sur écoute par la presse britannique tabloïd dans le cadre du scandale du piratage téléphonique par News International ; les messages interceptés servent aux comités de rédaction des journaux News of the World et Sunday Mirror pour alimenter d'éventuels articles sur une liaison de Craig avec l'actrice Sienna Miller ou sur la production du film Casino Royale.
Craig fréquente à partir de 2010 l'actrice britannique d'origine hongroise et autrichienne Rachel Weisz. Il la rencontre en 1994 lorsque tous deux jouent dans la pièce Les Grandes Horizontales, mais c'est en 2010 qu'ils se rapprochent, lors du tournage du film Dream House ; quelques mois plus tard, après s'être séparés de leurs conjoints respectifs, ils se marient en petit comité. Leur union est considérée particulièrement « glamour » dans l'industrie du cinéma, du fait de leurs notoriétés respectives,,, au point que la presse à sensation britannique les surnomme « le couple le plus excitant du monde », et que nombre d'internautes les érigent en parents idéaux ; ils demeurent cependant résolument discrets et évitent toute mention de leur vie privée, même lorsqu'il leur arrive de faire une campagne promotionnelle pour un projet commun. En avril 2018, Weisz annonce dans le New York Times être enceinte de leur enfant, et le couple annonce en septembre 2018 qu'ils ont eu une fille. Dans les années 2010, ils résident au cœur de New York, où Weisz élève le fils qu'elle a eu avec Darren Aronofsky, et ils ont une maison de campagne au nord de l'État, tout en maintenant un domicile à Londres,. Vers 2024, ils s'établissent à Londres.
En juillet 2015, Daniel Craig fait une donation à un comité d'action politique américain soutenant le sénateur socialiste Bernie Sanders pour les primaires démocrates de 2016. En novembre 2024, l'apport financier de Craig et d'un autre donateur anonyme permettent la sauvegarde du site de Brimscombe Mill au Royaume-Uni, un centre communautaire d'entrepreneuriat social.
De 2015 à 2023, Craig officie comme ambassadeur de l'UNMAS, le département de l'Organisation des Nations unies qui veille à l'élimination des mines et charges explosives,.
L'acteur annonce en 2019 avoir obtenu la nationalité américaine. Il est amateur de rugby, qu'il a notamment pratiqué dans l'enfance au sein du club de Hoylake, et soutient l'équipe d'Angleterre.

## Image publique

### Style de jeu et physionomie
La carrière de Daniel Craig se distingue par plusieurs phases aux styles de projets très différents. Avant d'être adoubé comme le sixième James Bond, il se fait une spécialité des films intellectuels et verbeux, souvent adaptés de romans ou pièces de théâtre. Une rétrospective du journal The Guardian note que « sa diction douce et agréable et son froncement de sourcils érudit lui ont permis de développer une activité secondaire dans les personnages de type universitaire ou intellectuel ». La presse lui décèle un air d'autorité naturel qui lui permet également d'incarner des personnages de meneurs,. La presse spécialisée juge sa filmographie éclectique, et salue sa capacité à convaincre dans des rôles très éloignés les uns des autres ; le réalisateur Roger Michell, notamment, avec qui a il a tourné deux films, le voit comme un acteur bouillant, capable de grands écarts, et d'incarner aussi bien la douceur que la violence, ou la gentillesse que la folie. Le dramaturge William Boyd remarque aussi sa capacité à exprimer les émotions à la fois les plus poignantes et les plus véhémentes.
Les yeux de Daniel Craig, d'une couleur bleu métallique, sont souvent mentionnés dans les portraits que la presse lui consacre, ou mis en valeur par la photographie de ses films. De nombreux journalistes le notent comme un élément de distinction,, comme ce fut le cas pour ceux de l'acteur Paul Newman en son temps, , et dont il sait faire usage pour passer en un instant de l'expression de l'innocence à celle de la dureté ; dans les films James Bond par exemple, les zooms de caméra mettent en exergue leur caractère froid. Plusieurs critiques relèvent également sa beauté non conventionnelle, et la manière dont il séduit d'autres personnages par une sensualité latente. Ses traits rugueux, à la beauté ambigüe, retiennent également l'attention, qui « selon la lumière, apparaissent façonnés avec élégance, ou bien tels à ceux d'un boxeur usé par la vie ».

### Dans les médias
Une fois révélé par le succès national de Our Friends in the North, à la fin des années 1990, Daniel Craig suscite beaucoup d'intérêt de la part des magazines féminins britanniques, qui l'érigent en « sex symbol du nord de l'Angleterre » et semblent le ranger dans la catégorie des « beaux gosses de télévision ». L'impression est renforcée par sa participation au téléfilm d'époque Un cœur innocent, dans lequel son personnage vit une liaison passionnée et retire volontiers ses vêtements. Craig cesse cependant soudainement de prendre part à ces publications, dans un mouvement que le journal The Independent juge comme intéressant pour sa carrière. Cela coïncide avec son engagement dans des films audacieux, aux propos plus subversifs, tels que Love is the Devil qui le voit la plupart du temps en sous-vêtements, prêt à s'adonner à des scènes d'amour sado-masochistes.
Lors d'entretien avec la presse généraliste ou spécialisée, Craig se montre au début de sa carrière souvent fébrile, capable de partir dans des tirades passionnées sur l'actualité politique ou économique. Puis, dans les premières années des films James Bond, il se montre dorénavant distant et sec ; par la suite, dans les années 2010, il apparaît plus détendu et prompt à l'autodérision.
L'intense notoriété associée au rôle de James Bond lui vaut d'être sans cesse questionné à son sujet, même lors de la promotion d'autres projets, et même après son émancipation de la saga. Dans les années 2020, la presse se fait ainsi une spécialité de lui demander quel acteur il souhaiterait voir lui succéder ; par exaspération, il répond la plupart du temps ne pas s'en soucier, mais admet à l'occasion qu'il s'y intéresse « évidemment », et n'a simplement pas voix au chapitre.

### Style vestimentaire

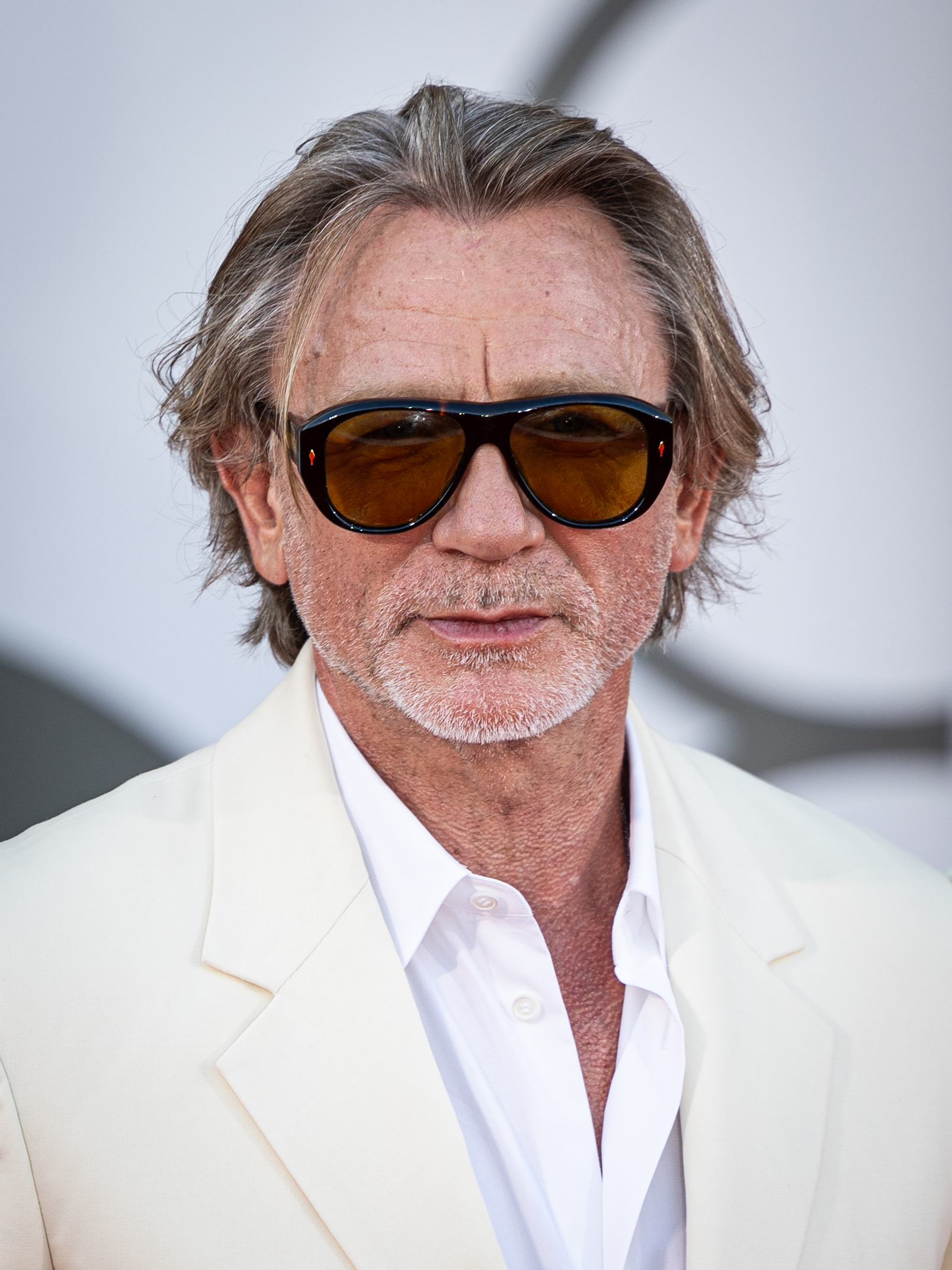
Daniel Craig vêtu en Loewe lors de l'avant-première de Queer à la Mostra de Venise 2024.

Le style vestimentaire de Daniel Craig reçoit beaucoup d'attention de la presse par le soin que l'acteur y apporte une fois sa notoriété établie. Il n'a pas de style établi avant d'incarner James Bond, voire apparaît négligé, mais son obtention de ce rôle l'amène à une métamorphose qui le voit désormais porter des costumes sur mesure « comme une seconde peau », avec mouchoir de poche et cravate de circonstance, pour satisfaire aux carcans rigides du rôle. En revanche, près de vingt ans plus tard et une fois le rôle de James Bond remisé, Craig semble laisser derrière lui certains de ces critères rigides. À l'automne 2024, pour la promotion du film Queer dont les costumes ont été créés par le directeur artistique de la marque Loewe, Jonathan Anderson, Craig devient temporairement l'ambassadeur de la maison espagnole en portant majoritairement des vêtements Loewe lors de ses apparitions en public : comme « libéré » de James Bond, il porte ainsi des ensembles au style plus relâché, voire « chaotiques de manière propre à la haute couture »,, le cheveu long et la barbe apparente. Ces apparitions lui valent de figurer dans plusieurs listes des célébrités les mieux habillées de l'année 2024, notamment auprès du New York Times, qui loue sa manière d'effriter son image associée à James Bond en prenant part à une campagne pour Loewe et en jouant dans le drame homosexuel Queer,.

## Filmographie

### Cinéma

#### Années 1990
- 1992 : La Puissance de l'ange (The Power of One) de John G. Avildsen : le sergent Botha
- 1995 : Un visiteur chez le roi Arthur (A Kid in King's Arthur's Court) de Michael Gottlieb : maître Kane
- 1996 : Saint-Ex de Anand Tucker : Henri Guillaumet
- 1997 : Berlin Niagara (Obsession) de Peter Sehr : John MacHale
- 1998 : Terreur à Achill Island (Love and Rage) de Cathal Black : James Lynchehaun
- 1998 : Elizabeth de Shekhar Kapur : John Ballard
- 1998 : Love Is the Devil (Love Is the Devil: Study for a Portrait of Francis Bacon) de John Maybury : George Dyer
- 1999 : La Tranchée (The Trench) de William Boyd : le sergent Telford Winter

#### Années 2000
- 2000 : Je rêvais de l'Afrique (I Dreamed of Africa) de Hugh Hudson : Declan Fielding
- 2000 : Some Voices de Simon Cellan Jones : Ray
- 2000 : Hotel Splendide de Terence Gross : Ronald Blanche
- 2001 : Lara Croft: Tomb Raider de Simon West : Alex West
- 2002 : Les Sentiers de la perdition (Road to Perdition) de Sam Mendes : Connor Rooney
- 2002 : Ten Minutes Older: The Cello de Michael Radford : Cecil
- 2003 : The Mother de Roger Michell : Darren
- 2003 : Sylvia de Christine Jeffs : Ted Hughes
- 2004 : Délires d'amour (Enduring Love) de Roger Michell : Joe
- 2004 : Layer Cake de Matthew Vaughn : le protagoniste anonyme
- 2005 : The Jacket de John Maybury : Rudy Mackenzie
- 2005 : Être sans destin (Sorstalanság) de Lajos Koltai : un sergent de l'armée américaine
- 2005 : Munich de Steven Spielberg : Steve
- 2006 : Scandaleusement célèbre (Infamous) de Douglas McGrath : Perry Smith
- 2006 : Casino Royale de Martin Campbell : James Bond
- 2007 : Invasion (The Invasion) de Oliver Hirschbiegel : Ben Driscoll
- 2007 : À la croisée des mondes : La Boussole d'or (The Golden Compass) de Chris Weitz : Lord Asriel
- 2008 : Flashbacks of a Fool de Baillie Walsh : Joe Scott
- 2008 : Quantum of Solace de Marc Forster : James Bond
- 2008 : Les Insurgés (Defiance) d'Edward Zwick : Tuvia Bielski

#### Années 2010
- 2011 : Cowboys et Envahisseurs (Cowboys and Aliens) de Jon Favreau : Jake Lonergan
- 2011 : Les Aventures de Tintin : Le Secret de La Licorne (The Adventures of Tintin : The Secret of the Unicorn) de Steven Spielberg et Peter Jackson : Rackham le Rouge et Ivan Ivanovitch Sakharine
- 2011 : Dream House de Jim Sheridan : Will Atenton
- 2011 : Millénium : Les Hommes qui n'aimaient pas les femmes (The Girl with the Dragon Tattoo) de David Fincher : Mikael Blomkvist
- 2012 : Skyfall de Sam Mendes : James Bond
- 2015 : 007 Spectre de Sam Mendes : James Bond
- 2015 : Star Wars, épisode VII : Le Réveil de la Force (Star Wars: The Force Awakens) de J. J. Abrams : le stormtrooper FN-1824 qui surveille Rey (caméo)[82]
- 2017 : Logan Lucky de Steven Soderbergh : Joe Bang
- 2017 : Kings de Deniz Gamze Ergüven : Obie
- 2019 : À couteaux tirés (Knives Out) de Rian Johnson : Benoit Blanc

#### Années 2020
- 2021 : Mourir peut attendre (No Time to Die) de Cary Joji Fukunaga : James Bond
- 2022 : Glass Onion : Une histoire à couteaux tirés (Glass Onion: A Knives Out Mystery) de Rian Johnson : Benoit Blanc
- 2024 : Queer de Luca Guadagnino : William Lee[83]
- À venir : Wake Up Dead Man: A Knives Out Mystery de Rian Johnson : Benoit Blanc

### Télévision

#### Téléfilms
- 1993 : Sharpe's Eagle de Tom Clegg : lieutenant Berry
- 1993 : Genghis Cohn de Elijah Moshinsky : lieutenant Guth
- 1996 : Un cœur innocent (The Fortunes and Misfortunes of Moll Flanders) de David Attwood : James « Jemmy » Seagrave
- 1996 : Kiss and Tell de David Richards : Matt Kearney
- 1997 : The Ice House de Tim Fywell : D. S. Andy McLoughlin
- 2001 : Sword of Honour de Bill Anderson : Guy Crouchback
- 2002 : Copenhagen de Howard Davies : Werner Heisenberg
- 2005 : Confessions dangereuses (Archangel) de Jon Jones : professeur Fluke Kelso

#### Séries télévisées
- 1992 : Anglo Saxon Attitudes : Gilbert Stokesay
- 1992 : Covington Cross : Walkway Guard
- 1992 : Boon : Jim Parham (saison 7, épisode 1 : MacGuffin's Transputer)
- 1993 : Zorro : lieutenant Hidalgo (saison 4)
- 1993 : Les Aventures du jeune Indiana Jones : Capitaine Schiller (saison 2, épisode 24 : Palestine, October 1917 ; documentaire Daredevils of the Desert)
- 1993 : Drop the Dead Donkey : Fixx (saison 3, épisode 10 :George and His Daughter)
- 1993 : Between the Lines : Joe Rance  (saison 2, épisode 1 : New Order)
- 1993 : Heartbeat : Peter Begg (saison 3, épisode 5 : A Chilly Reception)
- 1996 : Our Friends in the North : Geordie Peacock (saison 1)
- 1996 : Les Contes de la crypte : Barry (saison 7, épisode 9 : Smoke Wrings)
- 1996 : Les Prédateurs : Jerry Pritchard (saison 2, épisode 1 : Ménage à trois)
- 1999 : Shockers : Richard (saison 1, épisode 2 : The Visitor)

#### Courts-métrages
- 2002 : Occasional, Strong de Steve Green
- 2012 : Happy and Glorious, séquence de la cérémonie d'ouverture des Jeux olympiques de Londres, réalisée par Danny Boyle : James Bond

### Doublage
- 2006 : Renaissance de Christian Volckman (film d'animation) : Barthélémy Karas
- 2008 : 007: Quantum of Solace (jeu vidéo) : James Bond
- 2010 : Blood Stone 007 (jeu vidéo) : James Bond
- 2010 : GoldenEye 007 (jeu vidéo) : James Bond
- 2011 : The Organ Grinder’s Monkey de Jake Chapman et Dinos Chapman (court-métrage)[20] : le chimpanzé

## Théâtre

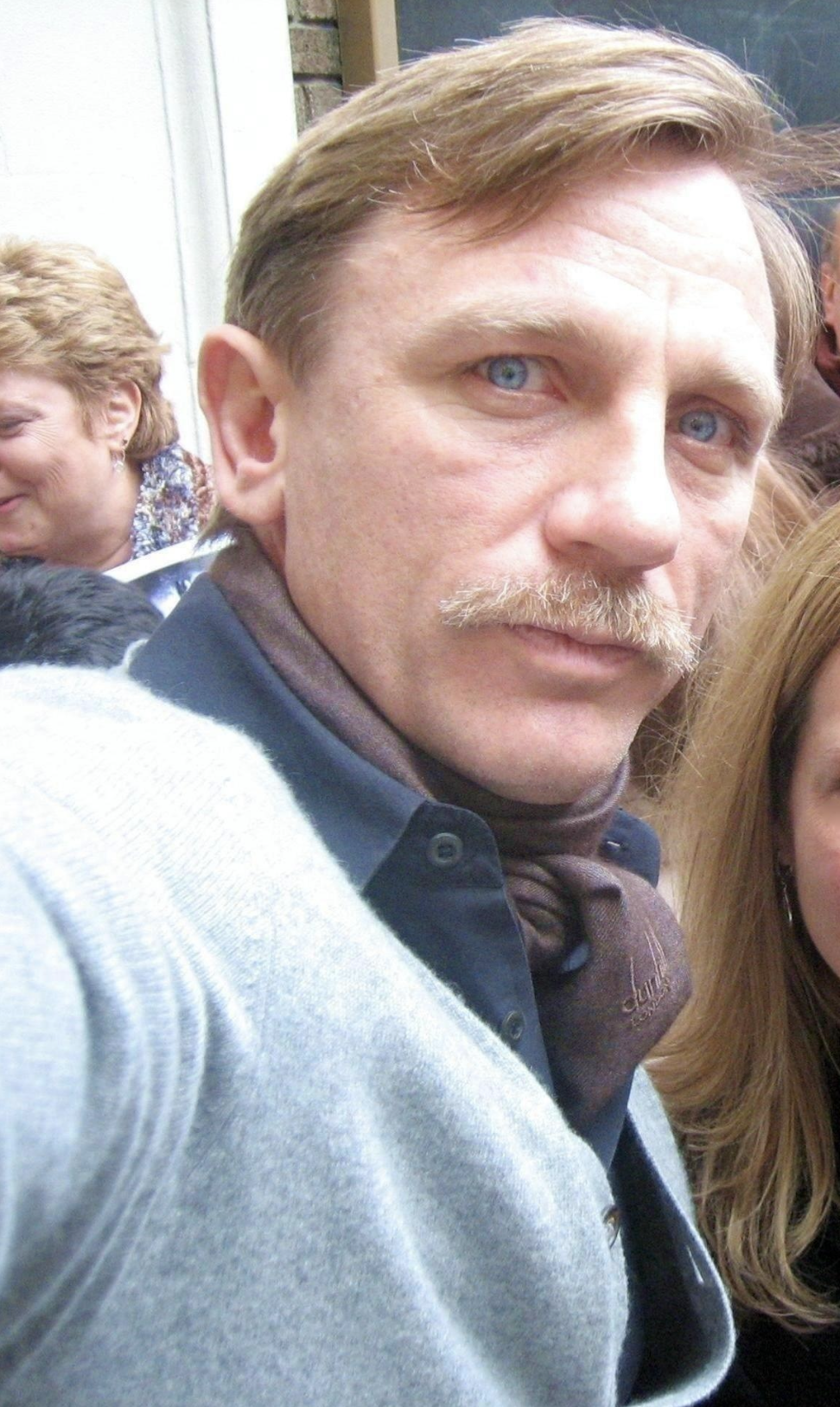
Daniel Craig en octobre 2009, portant la moustache pour les besoins de la pièce A Steady Rain, où il interprète un policier dur à cuire.

- Vers 1984-1989 : Meurtre dans la cathédrale de T. S. Eliot, mis en scène par Ed Wilson du National Youth Theatre, notamment au Théâtre d'art de Moscou
- 1987 : Roméo et Juliette de William Shakespeare, mis en scène au National Youth Theatre de Londres : comte Pâris[3]
- 1988-1990 : Blood Wedding, mis en scène au National Youth Theatre de Londres[3]
- 1989 : Marat-Sade de Peter Weiss, mis en scène par Ed Wilson au National Youth Theatre de Londres : Jean-Paul Marat[6]
- 1993 : Angels in America : Perestroïka de Tony Kushner, mis en scène par Declan Donnellan au Royal National Theatre de Londres : Joe Pitt[12]
- 1994 : Les Grandes Horizontales, mis en scène au National Theatre Studio de Londres : le Communard[14]
- 1995 : L'Écumeur (The Rover) d'Aphra Behn[15]
- 1997 : Hurlyburly de David Rabe, mis en scène par Wilson Milam au théâtre Old Vic de Londres[16]
- 2002 : A Number de Caryl Churchill, mis en scène par Stephen Daldry au Royal Court Theatre de Londres : Bernard 1, Bernard 2, et Michael Black[22]
- 2009 : A Steady Rain (en) de Keith Huff, mis en scène par John Crowley au Gerald Schoenfeld Theatre de New York : Joey[36]
- 2013 : Trahisons (Betrayals) de Harold Pinter, mis en scène par Mike Nichols au Ethel Barrymore Theatre de New York : Robert, le mari[13],[84]
- 2016 : Othello de William Shakespeare, mis en scène par Sam Gold au New York Theatre Workshop de New York : Iago[41]
- 2022 : Macbeth de William Shakespeare, mis en scène par Sam Gold au Longacre Theatre de New York : Macbeth[47]

## Distinctions

### Décorations
- Commander honoraire de la Royal Navy 2021 : titre donné pour son soutien aux forces armées britanniques [85]
- Compagnon de l'ordre de Saint-Michel et Saint-Georges 2021 : titres donnés pour les services rendus à l'industrie du film et du théâtre[86]

### Récompenses
- Festival international d'Édimbourg 1998 : meilleure interprétation britannique (« British Performing Award ») pour Love Is the Devil, conjointement avec Derek Jacobi[19]
- British Independent Film Award 2000 : meilleur acteur pour Some Voices
- London Critics Circle Film Awards 2005 : acteur britannique de l'année pour Délires d'amour
- Prix Sant Jordi du cinéma 2005 : meilleur acteur étranger pour Délires d'amour
- British Independent Film Awards 2007 : prix Variety
- Empire Awards 2007 : meilleur acteur pour Casino Royale
- Evening Standard British Film Awards 2007 : meilleur acteur pour Casino Royale
- Prix Sant Jordi du cinéma 2007 : meilleur acteur étranger pour Casino Royale
- Caméra d'or 2009 : meilleur acteur international
- Critics' Choice Movie Awards 2013 : meilleur acteur dans un film d'action pour Skyfall
- National Board of Review 2024 : meilleur acteur pour Queer
- London Film Critics Circle Awards : prix Dilys Powell 2025[87]

### Nominations
- British Independent Film Awards 1999 : Meilleur acteur pour La Tranchée
- British Independent Film Awards 2004 : Meilleur acteur pour Délires d'amour
- European Film Awards 2004 : Meilleur acteur pour The Mother
- London Critics Circle Film Awards 2004 : Acteur britannique de l'année pour The Mother
- Empire Awards 2005 : Meilleur acteur britannique pour Layer Cake
- Independent Spirit Awards 2007 : Meilleur acteur dans un second rôle pour Scandaleusement célèbre
- BAFTA Awards 2007 : Meilleur acteur pour Casino Royale
- Irish Film and Television Awards 2007 : Meilleur acteur international pour Casino Royale
- National Movie Awards 2007 : Meilleure performance d'acteur pour Casino Royale
- Saturn Awards 2007 : Meilleur acteur pour Casino Royale
- Golden Globes 2020 : Meilleur acteur dans un film musical ou une comédie pour À couteaux tirés
- Golden Globes 2023 : Meilleur acteur dans un film musical ou une comédie pour Glass Onion : Une histoire à couteaux tirés
- European Film Awards 2024 : Meilleur acteur pour Queer[58]
- Golden Globes 2025 : Meilleur acteur dans un film dramatique pour Queer

## Voix francophones
En version française, Éric Herson-Macarel est la voix régulière de Daniel Craig depuis Casino Royale, le doublant dans le reste de ses apparitions dans les films James Bond, Les Insurgés, Millénium : Les Hommes qui n'aimaient pas les femmes ou encore dans les deux films À couteaux tirés. Auparavant, Daniel Craig a été dans un premier temps doublé à deux reprises par Joël Zaffarano dans Je rêvais de l'Afrique et Lara Croft : Tomb Raider, puis par Vincent Violette dans La Puissance de l'ange, Jean-François Kopf dans Les Sentiers de la perdition, Boris Rehlinger dans Sylvia, Philippe Valmont dans Scandaleusement célèbre, Dominique Guillo dans Layer Cake, et Jochen Haegele dans Logan Lucky.